# Signe Strömborg
Signe Pamela Strömborg, född 23 mars 1880 i Ingermanland, död 19 december 1945 i Kronoby, var en finländsk skolföreståndare och författare.
Strömborg blev filosofie kandidat 1906. Hon var 1909–1922 föreståndare för den ambulerande folkhögskolan Breidablick och verkade från sistnämnda år som föreståndare för Kronoby folkhögskola (som hon inrättade till sommarhem för husmödrar). Hon utgav en biografi över Anders Svedberg (1932) och berättelsesamlingen Från bygd och by (samma år).